# 呂慶堂
呂慶堂，清朝政治人物。監生出身。
光緒三十年十一月，接替翁有成。擔任江蘇荆溪縣知縣。后由查亮采接任。